# Albalucía Ángel
Albalucía Ángel Marulanda (Pereira, 7 de septiembre de 1939), también conocida como Albalú, es una escritora colombiana. Tuvo un estrecho vínculo literario con varios de los escritores del boom latinoamericano, pero se la considera de un estilo independiente. Su obra más influyente es Estaba la pájara pinta sentada en el verde limón (1975).

## Biografía

### Infancia
Albalucía Ángel nace en Pereira, Colombia, en el seno de una familia de clase media alta. Uno de sus antepasados participó en la fundación de la ciudad de Pereira en la segunda mitad del siglo XIX.
Se muda a Bogotá para realizar sus estudios universitarios y alejarse del ambiente opresivo de la vida de provincia. Ángel llegó a decir: “Si me hubiera quedado en Pereira habría terminado en el río Otún con una piedra en el cuello, a lo Virginia Woolf”.

### Educación
Estudia Letras e Historia del Arte en la Universidad de los Andes (Bogotá), donde es alumna de la crítica de arte argentina Marta Traba. En 1964 viaja a Europa para proseguir su formación en la universidad de La Sorbona y cursar cine en la Universidad de Roma.
Empieza a escribir estando en Europa, adquiriendo relevancia a partir de su primera novela, Girasoles en invierno.

### Vida adulta
A partir de 1964, Albalucía Ángel reside en distintas ciudades europeas como París, Roma, Barcelona y Londres, aunque por ciertos períodos vuelve a vivir en Colombia.
En 1972, estando en Madrid, es atracada y duramente golpeada. “Me destrozaron la cabeza y la columna vertebral”, contó en 2015. El ataque la obliga a estar 8 meses con “profundos dolores”: “Ese golpe me trae a Colombia, y con eso que tengo en mi cuerpo y en mi ser, escribo Estaba la pájara pinta sentada en el verde limón. Estaba muriéndome cuando escribí La pájara pinta… Todos los días decía: ‘No me puedo ir, este libro hay que escribirlo’”.
Tuvo una extensa relación y breve matrimonio con el escritor chileno Mauricio Wacquez.

## Carrera

### Comunicación
Albalucía Ángel comienza su carrera literaria como crítica de arte, aunque también incursiona en la crítica de cine y periodismo, publicando numerosos artículos para periódicos y revistas como Diario del Caribe, La nueva prensa y El Espectador.
Además, ejerce como docente, investigadora y conferencista. Principalmente durante la década de 1980 se dedicó a brindar conferencias internacionales de literatura, centradas sobre todo en temas feministas.

### Música
En la década de 1960 Albalucía Ángel se gana la vida ejerciendo el oficio de "diseuse" de la canción folklórica, ayudándose con una guitarra.
A fines de esa década vive un tiempo en Barcelona con Gabriel García Márquez y su esposa, Mercedes Barcha. “Yo venía de cantar porque yo me ganaba la vida cantando, entonces llegaba donde el Gabo a dormir pero a las dos de la mañana, ahí estaban Mario Vargas Llosa, Carlos Fuentes o podía estar Julio Cortázar. Y yo llegaba como interrumpiendo esa tertulia de sabiduría, esos presocráticos latinoamericanos y yo venía rendida y decían: ‘Ay, por fin llegó Albalú; cántanos una ranchera’. Y yo cantaba y nunca se habló que yo fuese escritora”.

### Literatura

#### Principales publicaciones
Sobre fines de la década de 1960, empieza a escribir. A lo largo de su carrera publica principalmente novelas, pero también cuentos, obras de teatro, ensayos y poesía.
Sus primeras novelas, Girasoles en invierno (1970) y Dos veces Alicia (1972), se ambientan en París y Londres respectivamente, y reflejan sus experiencias en Europa. Con la primera ya consigue relevancia internacional y gana una mención en el Concurso Esso de Literatura de 1966.
Sin embargo, su consagración literaria y obra más importante es Estaba la pájara pinta sentada en el verde limón (1975). La novela se ambienta en la Colombia de su juventud, marcada por la guerra civil conocida como La Violencia (1948 - 1958). Con esta obra gana en 1975 el premio Vivencias de Cali en la Bienal Nacional de Novela. Fue la primera vez que otorgaron el premio a una mujer. Uno de los jurados, el escritor colombiano Álvaro Mutis, describió Estaba la pájara pinta sentada en el verde limón como “un texto fundamental de la violencia del país”.
Colombia vuelve a ser el tema central en su libro de cuentos cortos ¡Oh, gloria inmarcesible! (1979). Las historias tipo pastiche critican la corrupción, el narcotráfico y la violencia que subyacen a la sociedad colombiana, incluso cuando el país se anuncia como un lugar idílico de vacaciones. Dos de los cuentos, El guerrillero y Apagá y vámonos, fueron posteriormente traducidos al inglés y publicados en una antología de la Universidad de Harvard (2020).
En sus obras Misiá señora (1982) y Las andariegas (1984) Ángel se centra en uno de los otros temas que marcaron su obra: el feminismo y los derechos de las mujeres.
A fines de la década de 1980 deja de publicar hasta que regresa en 2002 con la novela Tierra de nadie. El libro fue editado con fondos recolectados por su círculo de amigos y su tiraje fue de apenas 100 ejemplares. Los libros fueron distribuidos entre quienes ella seleccionó.

#### Estilo
Algunos críticos la consideran una de las pioneras del posmodernismo latinoamericano (*IADB) y otros la catalogan como una de las mujeres olvidadas de la generación del boom latinoamericano. Sin embargo, su obra es independiente ya que no se enmarca por completo en ninguna de estas tendencias literarias.
Parte de la confusión se debe a que Albalucía Ángel tuvo una cercanía literaria y a veces personal con escritores consagrados de la época como Gabriel García Márquez, Mario Vargas Llosa, Carlos Fuentes, Álvaro Cepeda Samudio y Julio Cortázar.
Las obras de Ángel tienen una clara tendencia experimental y una conciencia latinoamericana madura.

#### Temas
La bibliografía de Ángel puede dividirse en tres temáticas centrales. El primer periodo (1970 a 1972) abarca un momento experimental donde explora la relación entre la realidad y la ficción. Luego, en el segundo periodo (1973 a 1979), trata episodios reales de la historia y cultura de Colombia. Y, en el tercero (1980 a 1984), se concentra en el feminismo y preocupaciones posmodernos.

## Repercusión
Albalucía Ángel, tal como muchas mujeres escritoras latinoamericanas de su generación, no recibió durante décadas el apoyo mayoritario de la crítica, las editoriales y la academia que sí tuvieron sus colegas hombres.
Por ejemplo, luego de que Estaba la pájara pinta sentada en el verde limón fuera premiada en Cali, el semanario cultural de El Pueblo tituló: “Pereirana desvirolada [loca] gana el Premio Vivencias”.
De hecho, las obras de Albalucía Ángel son raramente reeditadas en Colombia y han sido estudiadas sobre todo en la academia anglosajona.
Respecto a la academia, el libro Spanish American Women Writers: A Bio-bibliographical Source Book explica: “La obra de Ángel ha sido objeto de relativamente escasos trabajos de análisis en comparación con otros escritores latinoamericanos de su generación. Su trabajo ha sido frecuentemente ignorado en los libros de historia de la literatura hispanoamericana. En los últimos años, su nombre ha estado apareciendo progresivamente más a menudo en la prensa colombiana y en revistas académicas internacionales”.
Por su parte, sobre la crítica, el escritor y ensayista colombiano Oscar Osorio afirma en su investigación sobre la novela Estaba la pájara pinta sentada en el verde limón: “La crítica literaria ha condenado el texto y a la escritora al olvido. Dos razones explican esta condena. La primera, la presión de la sociedad hegemónica sobre una escritora sometida a una triple marginalidad: ser mujer, inscribirse en una estética femenina y feminista, escribir sobre la violencia; la segunda razón es la dificultad estructural del texto, que no ha permitido una plena comprensión tanto de las estructuras narrativas como de la historia, con la consecuencia interpretaciones y valoraciones precarias”.
En cuanto a las editoriales, Ángel ha contado que Julio Cortázar y su esposa Ugné Karvelis intentaron sin éxito que se tradujera al francés la novela Estaba la pájara pinta sentada en el verde limón.
En otra oportunidad contó: “Entonces Julio Cortázar lee esta novela para Gallimard y declaró que no había leído nada que se pareciera en América Latina, y que yo iba a ser la gran escritora (...). Después cuando hablaba yo con Julio me decía: ‘Oye, ¿y qué pasó? ¿Por qué la novela no se conoció?’. Yo nunca supe qué pasó, no me interesó, pero a mí que me dijera Julio eso, me hizo quedar muy tranquila. Yo tenía que escribir la verdad de una historia que en Colombia nadie había querido escribir”.

## Obras

### Novela
- Los girasoles en invierno, 1970
- Dos veces Alicia, 1972
- Estaba la pájara pinta sentada en el verde limón, 1975
- Misiá señora, 1982
- Las andariegas, 1984
- Tierra de nadie, 2002[7]

### Ensayo
- Del mito del hombre: espíritu de la poesía y del hombre en la historia del arte, 1975
- Visión del arte'

### Cuento
- ¡Oh, gloria inmarcesible!, 1979

### Teatro
- Siete lunas y un espejo, 1991

### Poesía
- Cantos y encantamiento de la lluvia, 2004

### Obra inédita
- La manzana de piedra, teatro
- La gata sin botas, poesía
- Cantos y encantamientos de la lluvia, poesía
- Libro de entrevistas a escritoras latinoamericanas, entrevistas[15]
- Los cuadernos de Arathía Maitreya.

## Premios y reconocimientos
- Finalista del concurso Esso, por Girasoles en Invierno en 1966.
- Premio de novela, revista Vivencias de Cali por Estaba la pájara pinta sentada en su verde limón en 1975.
- En 2006 se realiza el "Tercer Encuentro de Escritoras Colombianas", dedicado enteramente en homenaje de la escritora.[16][15]
- En 2015, con motivo de los 40 años de Estaba la pájara pinta sentada en su verde limón, se realiza un simposio durante la Feria del Libro de Bogotá donde el Ministerio de Cultura le rinde homenaje.[17]
- En 2022, la Universidad Nacional de Colombia le confiere el título de doctora honoris causa por su trayectoria como escritora y el aporte cultural y literario de su obra al campo de las letras colombianas.

## Sobre Albalucía Ángel
- Four latin american writers liberating taboo: Albalucía Angel, Marta Traba, Sylvia Molloy, Diamela Eltit, 1991 (Gisela Norat)
- Agencia femenina, agencia narrativa: una lectura feminista de la obra en prosa de Albalucía Angel, 2000 (Myriam Osorio)
- La búsqueda de la identidad femenina y la visión postmoderna en tres obras de Albalucía Angel, 2001 (Sangsuk Kim)
- Historia de una pájara sin alas, 2005 (Óscar Osorio)
- Homenaje a Albalucía Angel: memorias del III encuentro de escritoras colombianas, 2006 (varios autores)
- Las Andariegas de Albalucía Ángel: una lectura sin armas ni armaduras, 2007 (Martha Gantier Balderrama)
- Estaba la pájara pinta sentada en el verde limón: una lectura desde la sociología de la literatura, 2007, (Paola Giraldo Herrera)
- La re-escritura de la violencia en Estaba la pájara pinta sentada en el verde limón, 2013, (Correa, Margarita) https://papyrus.bib.umontreal.ca/xmlui/handle/1866/10287
- La masculinidad de Lorenzo: disidencia personal y política en Estaba la pájara pinta sentada en el verde limón de Albalucía Ángel, Chasqui 48.2 (2019), (Juan Camilo Galeano Sánchez)